# Olympische Sommerspiele 1992/Teilnehmer (Türkei)
| Gelbes Symbol für Goldmedaillen mit stilisierten Olympischen Ringen | Graues Symbol für Silbermedaillen mit stilisierten Olympischen Ringen | Braundes Symbol für Bronzemedaillen mit stilisierten Olympischen Ringen |
| ------------------------------------------------------------------- | --------------------------------------------------------------------- | ----------------------------------------------------------------------- |
| 2                                                                   | 2                                                                     | 2                                                                       |

Die Türkei nahm an den Olympischen Sommerspielen 1992 in Barcelona mit einer Delegation von 41 Athleten, 36 Männer und fünf Frauen, in 43 Wettbewerben in zehn Sportarten teil.

## Medaillengewinner

### Gold
| Name              | Sportart     | Wettkampf                                |
| ----------------- | ------------ | ---------------------------------------- |
| Naim Süleymanoğlu | Gewichtheben | Männer, Federgewicht                     |
| Akif Pirim        | Ringen       | Männer, Federgewicht, griechisch-römisch |

### Silber
| Name         | Sportart | Wettkampf                                     |
| ------------ | -------- | --------------------------------------------- |
| Hakkı Başar  | Ringen   | Männer, Halbschwergewicht, griechisch-römisch |
| Kenan Şimşek | Ringen   | Männer, Halbschwergewicht, Freistil           |

### Bronze
| Name          | Sportart | Wettkampf                       |
| ------------- | -------- | ------------------------------- |
| Hülya Şenyurt | Judo     | Frauen, Superleichtgewicht?     |
| Ali Kayalı    | Ringen   | Männer, Schwergewicht, Freistil |

## Teilnehmer nach Sportarten

### Bogenschießen
- Özcan Ediz
Männer, Einzel: 59. Platz
Männer, Mannschaft: 18. Platz

- Elif Ekşi
Frauen, Einzel: 39. Platz
Frauen, Mannschaft: 6. Platz

- Vedat Erbay
Männer, Einzel: 50. Platz
Männer, Mannschaft: 18. Platz

- Kerem Ersü
Männer, Einzel: 46. Platz
Männer, Mannschaft: 18. Platz

- Natalia Nasaridse
Frauen, Einzel: 15. Platz
Frauen, Mannschaft: 6. Platz

- Zehra Öktem
Frauen, Einzel: 30. Platz
Frauen, Mannschaft: 6. Platz

### Boxen
- Mehmet Gürgen
Männer, Halbschwergewicht: 1. Runde

### Gewichtheben
- Erdinç Aslan
Männer, Superschwergewicht: 7. Platz

- Sunay Bulut
Männer, Halbschwergewicht: 13. Platz

- Halil Mutlu
Männer, Fliegengewicht: 5. Platz

- Hafız Süleymanoğlu
Männer, Bantamgewicht: DNF

- Muharrem Süleymanoğlu
Männer, Mittelgewicht: 12. Platz

- Naim Süleymanoğlu
Männer, Federgewicht: Gold

### Judo
- Alpaslan Ayan
Männer, Leichtgewicht: 22. Platz

- Derya Çalışkan
Frauen, Halbleichtgewicht: 13. Platz

- Haldun Efemgil
Männer, Superleichtgewicht: 19. Platz

- Hülya Şenyurt
Frauen, Superleichtgewicht: Bronze

### Leichtathletik
- Alper Kasapoğlu
Männer, Zehnkampf: 23. Platz

- Zeki Öztürk
Männer, 1500 Meter: Halbfinale

### Ringen
- Erhan Balcı
Männer, Weltergewicht, griechisch-römisch: 9. Platz

- Hakkı Başar
Männer, Halbschwergewicht, griechisch-römisch: Silber

- Ergüder Bekişdamat
Männer, Bantamgewicht, griechisch-römisch: 3. Runde

- Mahmut Demir
Männer, Superschwergewicht, Freistil: 4. Platz

- Ömer Elmas
Männer, Halbfliegengewicht, griechisch-römisch: 2. Runde

- İsmail Faikoğlu
Männer, Federgewicht, Freistil: 3. Runde

- Ali Kayalı
Männer, Schwergewicht, Freistil: Bronze

- Remzi Musaoğlu
Männer, Bantamgewicht, Freistil: 4. Platz

- Ahmet Orel
Männer, Fliegengewicht, Freistil: 5. Platz

- Fatih Özbaş
Männer, Leichtgewicht, Freistil: 5. Platz

- Remzi Öztürk
Männer, Fliegengewicht, griechisch-römisch: 2. Runde

- Sebahattin Öztürk
Männer, Mittelgewicht, Freistil: 6. Platz

- Akif Pirim
Männer, Federgewicht, griechisch-römisch: Gold

- Kenan Şimşek
Männer, Halbschwergewicht: Silber

- Selahattin Yiğit
Männer, Weltergewicht, Freistil: 3. Runde

### Rudern
- Ali Rıza Bilal
Männer, Einer: 20. Platz

### Schießen
- Alp Kızılsu
Trap: 25. Platz

### Schwimmen
- Derya Büyükuncu
Männer, 100 Meter Rücken: 22. Platz
Männer, 200 Meter Rücken: 33. Platz

- Can Ergenekan
Männer, 400 Meter Freistil: 25. Platz
Männer, 100 Meter Schmetterling: 38. Platz
Männer, 200 Meter Schmetterling: 12. Platz

- Mehmet Taner
Männer, 100 Meter Freistil: 27. Platz
Männer, 200 Meter Freistil: 20. Platz
Männer, 400 Meter Freistil: 23. Platz
Männer, 100 Meter Schmetterling: 24. Platz
Männer, 200 Meter Schmetterling: 23. Platz

### Segeln
- Arif Gürdenlı
Männer, Finn-DInghy: 11. Platz

- Kutlu Torunlar
Männer, Windsurfen: 32. Platz